# Adoretosoma perplexum
Adoretosoma perplexum är en skalbaggsart som beskrevs av Machatschke 1955. Adoretosoma perplexum ingår i släktet Adoretosoma och familjen Rutelidae. Inga underarter finns listade i Catalogue of Life.